# Nicky Deuce
Nicky Deuce è un film per la televisione del 2013 diretto da Jonathan A. Rosenbaum e tratto dal libro Nicky Deuce: Welcome to the Family di Steve Schirripa e Charles Fleming. È stato trasmesso negli Stati Uniti e in Canada sulle reti Nickelodeon e YTV il 27 maggio 2013; in Italia, invece, il 21 dicembre 2013 su Nickelodeon e in chiaro il 21 novembre 2016 su TV8 e il 25 settembre 2020 su Super!.

## Trama
In vista della partenza dei genitori per l'estero per lavoro, l'adolescente Nicholas Borelli II viene mandato a un corso estivo di matematica.
Il corso viene però cancellato e i genitori lo affidano alle cure della nonna Assunta e dello zio Frankie, residenti a Brooklyn e dei quali Nicholas non aveva mai sentito parlare prima. Nonostante alcuni timori iniziali, Nicholas inizia ad amare la cucina della nonna e impara molte cose sul quartiere; le cose, però, iniziano a prendere una piega inaspettata quando il ragazzo si convince che lo zio sia un gangster.